# Paliambela (Pomos)
Paliambela (griechisch Παλιάμπελα) ist ein verlassenes Dorf in der Gemeinde Pomos im Bezirk Paphos in der Republik Zypern.
Der Name des Dorfes Paliambela kommt von dem griechischen Ausdruck παλαιά αμπέλια palaia ambelia, was so viel wie „alte Reben“ bedeutet.

## Lage und Umgebung
Paliambela liegt im Nordwesten der Mittelmeerinsel Zypern auf einer Höhe von etwa 120 Metern, etwa 3 Kilometer südöstlich von Pomos, 58 Kilometer nordöstlich von Paphos, 110 Kilometer westlich von Nikosia und 120 Kilometer nordwestlich von Limassol. Es befindet sich am Fluss Teratsos nahe der Kapelle Panagia Eleousa. Geologisch betrachtet liegt es an den Kreuzungen des Troodos-Vulkankomplexes, auf dem sich silikatische Böden entwickelten.

## Geschichte
Paliambela existierte vermutlich schon seit dem Mittelalter. Obwohl es in mittelalterlichen Quellen nicht erwähnt wird, ist auf alten Karten in seiner Gegend eine unbenannte Siedlung / ein unbenanntes Herrenhaus zu finden. Bei der Gründung der Republik Zypern 1960 hatte es den Status einer Gemeinde. Heute wird es zum Verwaltungsgebiet der Gemeinde Pomos gerechnet.

### Bevölkerungsentwicklung
Die folgende Tabelle zeigt die Bevölkerung des Dorfes, wie sie in den in Zypern durchgeführten Volkszählungen erfasst wurde. Bei späteren Volkszählungen wurde die Bevölkerung des Dorfes mit der des Dorfes Pomos zusammengerechnet.
| Jahr      | 1946 | 1960 | 1973 | 1976 |
| Einwohner | 302  | 176  | 116  | 110  |